# Starka

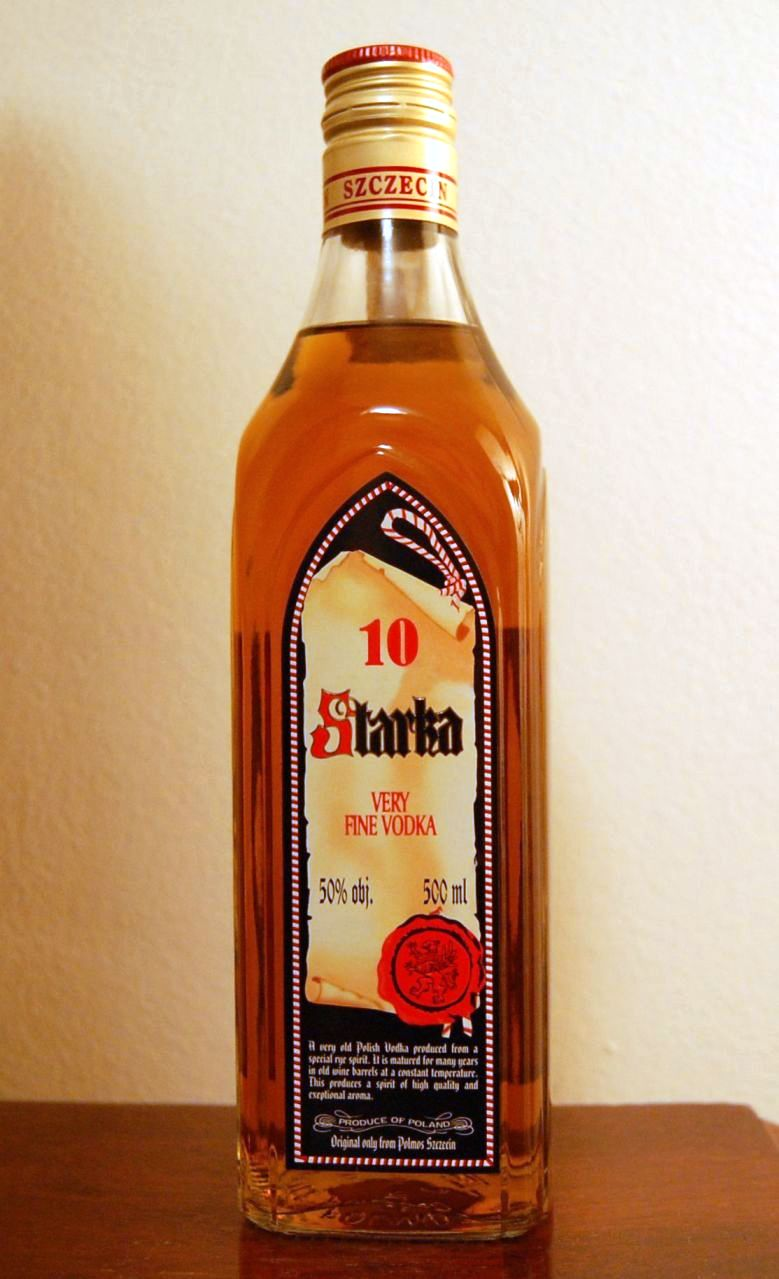
Polnischer Starka, zehn Jahre alt

Starka ist ein traditionell gewürzter Kornwodka aus Polen, Belarus und Litauen.

## Produktion
Starka wird aus unrektifiziertem Roggenspiritus hergestellt, der in alten Barrique-Fässern mit kleinen Mengen von Linden- oder Apfelblättern gereift wird. Der Herstellungsprozess ist ähnlich wie der von Whisky. Es werden viele Arten von Starka verkauft, die sich hauptsächlich in der Länge der Reifung, die von 5 bis 50 Jahre dauern kann, unterscheiden. Der einzige Hersteller von Starka in Polen war bis zur Einstellung der Produktion 2010 im Rahmen des Insolvenzverfahrens Polmos Szczecin. Die älteste Starka in seinem Angebot ist über 50 Jahre alt, und die jüngste ist 10 Jahre alt.
Jeder Starka enthält 50 % Alkohol (Ausnahme: 10 Jahre gereifter Starka, 40 % Alkohol) und schmeckt mit intensivem Aroma etwas scharf und würzig. Je älter er ist, desto intensiver ist die Farbe.

## Geschichte
Starka ist in Polen und Litauen seit mindestens dem 15. Jahrhundert bekannt und wurde seit dem 17. Jahrhundert eine der Lieblingsgetränke der Szlachta (polnischer Adel) bzw. integraler Teil der sarmatischen Kultur. Traditionell füllte der Hausherr bei der Geburt seines Kindes eine Riesenmenge Wodka in ein Barrique, versiegelte es mit Bienenwachs und vergrub es bis zur Hochzeit des Kindes. Durch den Prozess des Alterns war dieser Wodka ein ganz besonders schmackhafter, den man Starka (den Alten) nannte.
Im späten 19. Jahrhundert vereinfachten verschiedene Produktionsfirmen den Herstellungsprozess etwas und passten sie den Bedürfnissen der Massenproduktion in der J. A. Baczewski-Company an. Nach dem Ende des Ersten Weltkrieges und der Wiedergründung Polens sowie Litauens blieb der Starka eine der populärsten Spirituosen in beiden Ländern.
Nach dem Zweiten Weltkrieg wurde die Starka-Produktion in Litauen durch die Fabriken Vilniaus degtinė und Stumbras in Kaunas fortgeführt. In Polen wurden nach dem Krieg alle Spirituosenhersteller verstaatlicht und einziger Starka-Hersteller blieb bis zur Einstellung der Produktion 2010 im Rahmen eines Insolvenzverfahrens die Firma Polmos Szczecin, die den Starka meist als teures Exportgut verkaufte.
In verschiedenen Ländern (z. B. Litauen, Bulgarien, Kasachstan, Russland und Lettland) produziert man Wodka heute nach ähnlicher Rezeptur, hergestellt meistens aus einer Mixtur aus Agraralkohol und einer Kräutertinktur.